# Un cas de conscience
Un cas de conscience (titre original : A Case of Conscience) est un roman de science-fiction, écrit par James Blish, publié aux États-Unis en 1958.

## Présentation de l'œuvre
Abordant un sujet sulfureux, celui de la religion, ce roman a d'abord été refusé par la plupart des grandes revues américaines. La première partie fut publiée sous forme de novella en 1953 dans les colonnes du magazine américain If, publication mineure à l'époque qui n'était pas encore intégrée au groupe comprenant la revue Galaxy. C'est l'un de ses éditeurs, Larry T. Shaw, qui fit le choix de le publier.
Il se rattache au « cycle des Pâques noires », auquel appartiennent également les romans ultérieurs :
- Pâques noires (Black Easter, 1968, intitulé Faust Aleph-null dans une publication en feuilleton dans un magazine en 1970),
- le Lendemain du jugement dernier (The Day After Judgement, 1972, initialement publié en magazine en 1970)[2].

## Résumé
Nouvellement découverte, la planète Lithia est un monde idéal où vivent dans une parfaite harmonie de grands sauriens doués d'intelligence. Il n'existe, dans ce jardin d'Éden, aucun ordre social contraignant, aucun système politique ni aucune morale. Les créatures habitant Lithia vivent dans un monde qui ne connaît pas le mal, mais qui ignore Dieu également. Aussi, le père Ruiz-Sanchez, exobiologiste et membre de la confrérie de Jésus, en vient-il à se demander si Lithia est la création de Dieu ou du Diable ?

## Critiques spécialisées
Tout en reconnaissant les qualités du roman, Jacques Sadoul a critiqué sa conclusion surprenante mais peu crédible :

« Le récit est très intéressant, mais il faut reconnaître que la fin de James Blish est ratée et d'une grossière invraisemblance. Néanmoins, en raison de l'originalité de son sujet, A case of conscience est un livre à lire et c'est en tout cas le roman le plus intéressant paru au cours des premières années de If. »

## Prix littéraires
Un cas de conscience a obtenu le prix Hugo du meilleur roman 1959. Le roman court (novella) du même titre et sur lequel est basé le roman a remporté le prix Hugo du meilleur roman court 1954 (attribué rétrospectivement en 2004).

## Éditions
- Éditions Denoël, coll. Présence du futur no 30, 1959  (ISBN 2-207-30030-7)
- Éditions Gallimard, coll. Folio SF no 231, octobre 2005  (ISBN 2-07-030946-0)